# Baudisch-reactie
De Baudisch-reactie is een reactie uit de organische chemie waarin een o-nitrosofenol gevormd wordt uitgaande van benzeen of fenol in een waterige oplossing van waterstofperoxide en het hydrochloride van hydroxylamine. In aanwezigheid van koper(II)ionen (afkomstig van koper(II)sulfaat) wordt een coördinatieverbinding verkregen. Deze kopercomplexen hebben een intense kleur en worden gebruikt voor de synthese van kleurstoffen.
De reactie werd beschreven door Oskar Baudisch in 1939 en is verder ontwikkeld door zijn collega Georg Cronheim.